# 기동전사 V 건담
《기동전사 V건담》(機動戦士Vガンダム)은 일본의 선라이즈가 제작한 TV 애니메이션으로, 건담 연작물 중 하나이다.

## 등장인물

### 웃소 에빈
웃소 에빈(Üso Ewin)은 주인공으로 카사렐리아의 불법 거주자이다. 또한 우주세기 시리즈 최연소 주인공이자 뉴타입. 리가 밀리티어의 항게르그 에빈과 뮤라 미겔의 아들로 우이크의 아가씨 카테지나 루스를 좋아한다. 우연히 전쟁에 말려들어 V건담의 파일럿이 되어 각지를 전전하며 죽을 고비를 넘긴다.끝내는 뉴타입으로써 마지막 엔젤 하이로우 결전에서 숙적 크로노클 어셔의 릭 콘티오를 격추하고 카테지나 루스에게 속아 칼을 맞고도 V2 건담의 빛의 날개로 카테지나를 격추. 그 후 샤크티 카린을 구출. 그리고 카사렐리아로 돌아간다.

### 샤크티 카린
잔스칼의 마리아 여왕의 숨겨진 딸. 모습과는 조금 다르게 결단력이 꽤 있으나 모두를 구해야한다는 신념 때문에 전투의 원인이 되기도 했다. 웃소와 카사렐리아에서 살던 중 그와 함께 전쟁에 휘말려 린 호스와 화이트 아크에 오른다. 후에 여왕이 타시로에게 잡혀가 죽자 그녀가 엔젤 하이로우의 키 룸에 들어가 기도를 했다. 그녀의 능력으로 엔젤 하이로우를 파괴. 그 후 웃소와 카사렐리아로 돌아갔다. 마지막 화에서 시력을 잃은 카테지나 루스를 만난다.

### 카테지나 루스
우이크 시장의 딸. 또한 웃소의 펜팔 친구이기도 하다. 우이크가 베스파에게 폭격을 받고 리가 밀리티어에 간신히 구출받아 살아남았다. 그러나 크로노클 어셔가 오이 늉 백작을 납치했을 때 그녀도 포로가 되어 따라갔다. 그리고 크로노클을 사랑해서 그를 따르며 MS 파일럿이 되었다. 그러나 그 마음이 뒤틀려 전쟁을 이기기 위해서라면 어떤 행동도 하였다. 후에 엔젤 하이로우 전투에서 오델로 헨릭의 건 블러스터를 격추하고 그녀 역시 웃소 에빈의 V2에 빛의 날개에 당하고 시력을 잃고 말았다. 전쟁 후 어떻게 지구에 살아 돌아왔지만 기억과 시력을 모두 잃었다. 그 후 카사렐리아에서 샤크티를 만났다. - 여기에는 다른 해석이 있는데 실제로는 기억은 잃지 않았기에 서로를 알아본 카테지나와 샤크티는 카테지나는 프라이드 탓에, 샤크티는 그것을 존중하는 의미에서 모른 척을 했다는 설이 있다.